# Tigra
Tigra, il cui vero nome è Greer Grant-Nelson, è un personaggio dei fumetti creato da Tony Isabella (testi), Don Perlin (disegni), Gil Kane e John Romita Sr. (schizzi), pubblicato dalla Marvel Comics. La sua prima apparizione avviene come Donna Gatto (The Cat), a opera di Linda Fite, Roy Thomas (testi), Marie Severin e Wally Wood (disegni), in The Cat (vol. 1) n. 1 (novembre 1972) mentre la sua seconda, più celebre, identità è stata poi assunta in Giant-Size Creatures (vol. 1) n. 1 (luglio 1974).
Dotata di poteri felini grazie a un esperimento scientifico cui si è sottoposta volontariamente, la giovanissima vedova Greer Nelson intraprende una breve carriera da supereroina finché non rimane avvelenata da radiazioni in uno scontro con degli agenti dell'HYDRA; per salvarla, i membri del Popolo Felino, che si è sempre prodigata a proteggere, la trasformano in una di loro, conferendole le fattezze e i poteri di una tigre antropomorfa. Ribattezzatasi Tigra, diviene un'eroina di spicco dell'Universo Marvel, presente in varie formazioni dei Vendicatori.
Nel 2011 si è classificata 61ª nella lista de «Le 100 donne più sexy dei fumetti» stilata da Comics Buyer's Guide.

## Storia editoriale
La Donna Gatto è stata introdotta come parte di un trio di personaggi Marvel Comics rivolto a un pubblico femminile, assieme all'Infermiera di notte e a Shanna la diavolessa, stando a un'intervista concessa da Roy Thomas inoltre: «[Stan Lee] ha avuto l'idea, e credo i nomi, di tutte e tre. Voleva realizzare alcune testate che avessero un'attrattiva speciale per le ragazze. Eravamo sempre alla ricerca di modi per espandere il nostro franchising. La mia idea... era di provare ad avere donne che scrivessero di loro. E ovviamente se avessimo avuto anche una donna a disegnarle, sarebbe stato grande. Stan scelse [l'artista] Marie [Severin]... per la Donna Gatto... [la scrittrice] Linda Fite stava lavorando nel personale, aveva fatto un paio di back-up degli X-Men».
La testata The Cat è durata quattro pubblicazioni vedendo un team artistico differente per ogni numero: nel primo Severin è stata afficancata dall'acclamato inchiostratore EC Comics Wally Wood, per poi venire affiancata da Jim Mooney nel secondo numero e in seguito sostituita dalla nuova leva Paty Greer e dalla leggenda dei fumetti Golden Age degli anni quaranta Bill Everett per il terzo, infine, il numero conclusivo è stato realizzato da Jim Starlin, Alan Weiss e l'inchiostratore Frank McLaughlin. In realtà, della serie venne realizzato anche un quinto albo, disegnato da Ramona Fradon e mai pubblicato a causa delle scarse vendite dei precedenti. Severin ha attribuito a Wood la sensualità del personaggio dichiarando: «ricordo di aver detto: 'Mio Dio! Ho disegnato questa donna e Wally l'ha inchiostrata come se fosse avvolta nella plastica Saran'. Le sue storie hanno sempre avuto una bella inchiostrazione, dei bei neri e tutto, ma io non l'avrei fatta così rivelatrice. Anche se i ragazzi hanno apprezzato il suo lavoro».
Nel breve corso della pubblicazione della sua testata, la Donna Gatto è apparsa insieme all'Uomo Ragno in Marvel Team-Up n. 8 (aprile 1973) dopodiché, rimane assente per un anno da qualsiasi testata Marvel finché, nel 1974, in una storia a due parti pubblicata su 'Giant-Size Creatures n. 1 (luglio) e Werewolf by Night n. 20 (agosto) viene reinventata come Tigra, ibrido umano-felino con superpoteri. In merito allo sviluppo del personaggio lo scrittore Tony Isabella ha affermato: «la mia memoria potrebbe essere un po' offuscata, ma ricordo che i volumi Giant-Size sono stati approvati e messi in programma senza molto tempo di anticipo... mi pare di aver avuto l'incarico un giorno, lanciato l'idea il seguente, e il giorno dopo ero seduto con Roy [Thomas] e Gil Kane per capire come sarebbe stata Tigra». Isabella ha poi indicato Don Perlin e John Romita Sr. come artefici del design del personaggio, attribuendo invece a Thomas la scelta del nome. Tigra è stata poi protagonista di una storia di 15 pagine in bianco e nero a tema horror su Monsters Unleashed n. 10 (febbraio 1975) e di Marvel Chillers n. 3-7 (febbraio-ottobre 1976), nonché un'apparizione in solitaria su Marvel Premiere n. 42 (giugno 1978).
Come The Cat tuttavia, anche Marvel Chillers viene soppresso per scarsità di vendite ma, nonostante ciò, il personaggio di Tigra continua a comparire come guest star in varie pubblicazioni Marvel divenendo in breve coprimaria prima delle storie dei Vendicatori e poi dei Vendicatori della Costa Ovest ottenendo anche una miniserie di quattro numeri incentrata su di lei, scritta da Christina Z. e disegnata da Mike Deodato.

## Biografia del personaggio

### Donna Gatto
Nata a Chicago, Illinois, da Gregson e Janet Grant, la sbarazzina e un po' sprovveduta Greer Grant cresce viziata e abituata ad avere sempre qualcuno che si prenda cura di lei. Durante il suo secondo anno all'Università di Chicago conosce l'agente di polizia Bill Nelson e abbandona gli studi per sposarlo nonostante la giovane età, 18 anni, e il parere contrario dei genitori; un anno dopo il matrimonio però, mentre è di pattuglia, Bill viene ucciso da un rapinatore lasciando vedova Greer che, maturata, decide di prendere in mano le redini della propria vita cavandosela da sola da lì in poi.
Data la mancanza di un titolo di studio, la giovane donna fatica a trovare un impiego finché la dottoressa Joanne Tumolo l'assume come sua assistente rivelandole di star sviluppando un trattamento sperimentale per permettere alle donne di raggiungere il massimo potenziale fisico e mentale. Tale esperimento è tuttavia messo a rischio dal suo losco finanziatore, Malcolm Donalbain, intenzionato a servirsene per scopi criminosi; per fermarlo, Greer chiede alla dottoressa Tumolo di venire sottoposta a tale processo potenziante ottenendo capacità fisiche sovrumane e divenendo la supereroina nota come "Donna Gatto".

### Tigra
Diverso tempo dopo, la dottoressa Tumolo rivela di far parte del Popolo Felino, un'antica razza di creature mistiche simili a gatti umanoidi e dotati di immensi poteri oscuri. Scoperto il segreto della scienziata, l'HYDRA manda un manipolo di suoi agenti a tentare di rapirla; pur riuscendo a soccorrere l'amica sconfiggendo gli assalitori, Greer viene ferita dalle radiazioni mortali provenienti dall'arma di uno di loro.
Per salvare la giovane pupilla, la dottoressa Tumulo la trasporta in una grotta sulla Penisola di Bassa California dove i massimi esponenti delle arti oscure del Popolo Felino le offrono la possibilità di aver salva la vita divenendo una di loro. Greer accetta e viene dunque rinvigorita da un processo mistico che ne muta irreversibilmente la fisionomia: le sue iridi da nere diventano verdi, senza cornee e con pupille verticali, il suo corpo viene interamente ricoperto da un sottile strato di pelliccia ispida color arancione a strisce nere, sulle punte di mani e piedi le spuntano degli artigli retrattili, i suoi denti diventano appuntiti e i suoi capelli da corvini assumono una tinta castano ramato chiarissima; il processo ne aumenta inoltre flessibilità e durezza ossea conferendole forza, agilità e riflessi molto più elevati che in precedenza e superiori perfino a quelli di un normale membro del Popolo Felino.
Sebbene le venga fornito un amuleto con cui può riassumere le sembianze umane a piacimento, Greer se ne serve raramente prediligendo il suo aspetto da felino antropomorfo e, vestita solo di un bikini nero, riprende la sua vita da supereroina col nuovo nome di "Tigra".
Dopo aver affrontato due volte Kraven il cacciatore collaborando con l'Uomo Ragno, Tigra conosce e fa amicizia coi Fantastici Quattro divenendo loro alleata ricorrente, assiste gli X-Men in una battaglia contro Deathbird e, successivamente, si unisce ai Vendicatori. Sebbene inizialmente si mettesse in luce più per il suo fisico che per le sue reali qualità, con il tempo si dimostra una valida componente della squadra riuscendo addirittura a salvare da sola la Terra da Molecola semplicemente parlando con lui.
Nel momento in cui i Vendicatori affrontano Ghost Rider, Tigra subisce il suo sguardo di penitenza, rimanendo tanto shockata da perdere completamente la fiducia in sé stessa e decidere di rinunciare alla vita da supereroe. Trasferitasi a San Francisco, fa amicizia con Jessica Drew e collabora con lei per combattere alcune attività criminali riuscendo a riprendersi dal trauma subito; poco dopo Visione la invita a unirsi ai Vendicatori della Costa Ovest ed essa accetta. Tigra diviene rapidamente un membro chiave del nuovo supergruppo finché gli effetti collaterali della sua mutazione la rendono progressivamente più animale che umana facendole sviluppare una sorta di ninfomania, cosa che la porta a divenire contemporaneamente l'amante sia di Simon Williams (Wonder Man) che di Hank Pym.
Tale stato la rende succube di qualsiasi maschio (debolezza sfruttata anche da Graviton) motivo per il quale, accompagnata dai compagni, si rivolge al Popolo Felino, i quali acconsentono a guarirla a patto che elimini per conto loro l'essere demoniaco noto come Pandemonio. In seguito a varie peripezie, Tigra ottiene la completa fusione della sua anima umana e di quella felina perdendo permanentemente la capacità di assumere le proprie sembianze originarie ma ristabilendo il pieno autocontrollo delle proprie emozioni.
Dal momento che, per natura, essa ritiene che uccidere la preda a volte sia indispensabile, dopo le polemiche sull'argomento emerse a seguito dell'omicidio di Phantom Rider da parte di Mimo, Tigra si prende un breve periodo di pausa. Una volta tornata tuttavia rimane vittima delle macchinazioni di Immortus trasformandosi progressivamente in una bestia priva di intelletto e dall'aspetto sempre più disumano, tanto che Pym è costretto a rimpicciolirla e a tenerla in gabbia nell'attesa di trovare una cura. Fuggita, Tigra si stabilisce nelle fogne vivendo come un animale selvaggio finché Agatha Harkness riesce a curarla ripristinando la sua forma umanoide e restituendole l'intelletto.
Libera dalla sua "maledizione", Tigra si riunisce ai Vendicatori della Costa Ovest e, salvo un periodo passato alla ricerca di sé stessa nelle foreste australiane, vi rimane fino allo scioglimento della squadra dopodiché riprende le sue avventure in solitaria unendosi ai Vendicatori solo sporadicamente nei panni di riserva ufficiale.
Per un po' di tempo ha delle avventure nello spazio svolgendo addirittura un ruolo chiave nell'impedire un'invasione Kree ma, infine, ritorna sulla Terra e, tramite un'identità fittizia, si arruola brevemente nella polizia per indagare su un giro di corruzione interna riuscendo a risolvere l'omicidio di Bill: il più grande conto in sospeso del suo passato.

### Civil War e l'Iniziativa
Con lo scoppio della guerra civile dei superumani, Tigra si schiera con gli eroi a favore della registrazione e collabora con lo S.H.I.E.L.D. per dare la caccia alla fazione ribelle di Capitan America; sinceramente preoccupata per le loro sorti, tuttavia, accetta di spiarli per conto di Iron Man fingendo di cambiare fazione ma viene scoperta dallo stesso Cap, che prima se ne serve per passare disinformazione a Stark in merito alle sue strategie e, in seguito, la allontana.

Tigra, disegni di David Yardin

Terminato il conflitto Tigra aderisce all'Iniziativa dei 50 Stati e diviene una delle addestratrici di Camp Hammond riallacciando la sua relazione con Hank Pym.
Quando Parker Robbins (Hood), venuto a conoscenza dei dati personali degli eroi registrati decide di servirsene per ascendere a nuovo re del crimine istituendo un vero e proprio "sindacato criminale", Tigra diviene la sua prima vittima: dopo aver sconfitto Mosaico, affiliato al sindacato di Hood, la supereroina viene avvicinata da quest'ultimo che, minacciando di morte sua madre, la costringe a subire un pestaggio ripreso con una telecamera per essere mostrato alla comunità criminale come incentivo a unirsi alla sua campagna.
In seguito, Hood torna a ricattarla per farsi rivelare l'ubicazione della nuova base dei Nuovi Vendicatori, informazione che Tigra rivela al preciso scopo di attirarlo in trappola assieme a tutti i suoi uomini e vendicarsi dell'umiliazione subita pestandolo personalmente a sangue.
Tigra rimane nell'Iniziativa divenendo la leader della divisione dell'Arkansas, "Il Battaglione", finché Norman Osborn assume il controllo del progetto ed essa, non volendo sottostare al criminale, rassegna le dimissioni. In seguito, si unisce brevemente alle Liberatrici.

### Secret Invasion e Dark Reign
Dopo aver sventato l'invasione segreta degli Skrull, Tigra scopre di essere rimasta incinta di Hank Pym ma, dato che una spia degli alieni mutaforma ne ha vestito i panni nell'ultimo periodo, realizza con orrore che il bambino è figlio dell'impostore anziché del vero Hank. Nonostante all'inizio fosse incerta se abortire o continuare la gravidanza, dopo un dialogo con Hellcat e Trauma decide per la seconda opzione entrando in clandestinità per difendere dalle grinfie di Osborn il piccolo ibrido portato in grembo.
Unitasi alla nuova formazione dei New Warriors per combattere il regno oscuro di Osborn, Tigra si prodiga a distruggere il sindacato di Hood un membro alla volta indebolendolo sempre di più e riuscendo infine a ottenere la sua completa rivalsa sul boss criminale, non uccidendolo come inizialmente programmato, bensì consegnandolo alle autorità poiché conscia che il non poter mai più vedere i propri cari sarà per lui una punizione ben peggiore.
Terminato il periodo di latitanza forzata in seguito alla caduta di Osborn, Tigra, dopo soli due mesi di gestazione, dà alla luce un figlio maschio senza traccia di DNA Skrull (pur presentando l'aspetto felino-umanoide della madre) cui mette nome William in onore del marito defunto.

### Età degli eroi
Doppiamente determinata a rendere il mondo un luogo migliore in seguito alla nascita del figlio, Tigra è tra i 25 supereroi invitati personalmente da Capitan America, messo a capo della sicurezza nazionale americana, ad unirsi a lui nella creazione di una "nuova era"; dunque, assieme a Quicksilver, Jocasta, Speedball e Justice, diviene un'insegnante dell'Accademia dei Vendicatori, facoltà diretta da Hank Pym e istituita allo scopo di addestrare una nuova generazione di Vendicatori.
Durante questo periodo scopre che il piccolo William è biologicamente figlio anche di Hank in quanto, per impersonarlo, l'impostore Skrull ne aveva copiato perfino la struttura molecolare, cosa che la porta a chiedere all'uomo di fare da padrino al figlio. Tigra e Hank, col tempo, si riavvicinano e ripristinano la loro relazione.

## Poteri e abilità
Tigra è stata trasformata tramite un processo mistico in una creatura simile a un membro del Popolo Felino cosa che, unita alle sostanze contenute nel trattamento scientifico utilizzato per darle i suoi poteri come Donna Gatto, le ha fornito capacità di gran lunga superiori a qualsiasi esponente della suddetta razza di felini umanoidi. Oltre ad averne l'aspetto, Tigra possiede tutte le capacità fisiche proprie di una tigre antropomorfa: canini acuminati, artigli retrattili, riflessi, agilità e coordinazione sovrumani nonché una forza tale da poter dilaniare perfino il ferro o riuscire a battersi alla pari con Ms. Marvel. La sua particolare fisionomia le conferisce inoltre capacità di guarigione molto accelerate rispetto a un normale essere umano, riuscendo infatti a guarire in pochi giorni da danni che, normalmente, richiederebbero una lunga ospedalizzazione. Successivamente a un secondo trattamento mistico, Tigra ha ottenuto una lunga coda che, oltre a conferirle un equilibrio straordinario, è in grado di controllare come fosse un arto sebbene, a dispetto di ciò, non sia prensile. Possiede inoltre dei cuscinetti plantali sotto i piedi con cui si può muovere senza emettere il minimo suono e il tessuto connettivo delle sue ossa è sufficientemente elastico da permetterle di compiere manovre degne di una contorsionista.
Già come Donna Gatto ha dimostrato di possedere una grande empatia e di riuscire a capire istantaneamente i sentimenti altrui, capacità mantenuta anche dopo la metamorfosi. I suoi sensi sono ipersviluppati; in particolare possiede un olfatto così fine da riuscire a riconoscere una persona dal suo odore naturale e inseguirlo per grandi distanze, un udito tanto acuto da captare onde radio altrimenti mute e capacità visive tali per cui è in grado di percepire gli infrarossi e vedere perfettamente nella più totale oscurità. La struttura ibrida del suo cervello le conferisce una limitata resistenza agli assalti mentali.
Tigra è un'esperta e formidabile combattente corpo a corpo, dotata di uno stile di lotta unico che sfrutta la sua velocità, agilità, sensi e istinti felini. Addestrata da Capitan America come tutti i Vendicatori, ha poi completato un corso al NYCPD e si è dimostrata più volte un'ottima leader nonché un'abile pilota. Nonostante non siano mai stati esplorati inoltre, viene spesso dichiarato che Tigra possegga una qualche sorta di poteri mistici oltre a saper riassumere le proprie sembianze umane grazie al suo amuleto, tanto che il Dottor Strange la considera una dei possibili candidati per sostituirlo come Stregone Supremo.

## Altre versioni

### House of M
Nella realtà di House of M, Tigra sfrutta il suo aspetto felino per fingersi una mutante e difendere i diritti degli esseri umani, prima come membro della Sapien Liberation Army e poi come cofondatrice del gruppo clandestino dei "Vendicatori" fondato da Luke Cage, con cui inizia una relazione sentimentale. Durante uno scontro con l'FBI fa da scudo al compagno venendo uccisa da un proiettile di Taskmaster.

### Mangaverse
Nel Marvel Mangaverse, Tigra è l'assistente nonché amica d'infanzia del Dottor Strange costretta da una non meglio specificata maledizione a rimanere una "tigre mannara" finché non avrà compiuto mille buone azioni.

### Marvel Adventures
Nell'universo Marvel Adventures (rivolto a un pubblico per tutte le età), Tigra indossa un costume intero anziché il classico bikini e lavora come investigatrice privata prima di venire reclutata dall'Uomo Ragno come membro dei Vandicatori.

### Marvel Zombi
Nella realtà di Marvel Zombi, Tigra è tra i tanti supereroi infetti e, dopo uno scontro con gli Ultimate FF nel corso di un loro viaggio dimensionale, si imbatte in Deadpool e due scienziati dell'A.I.M. che la crivellano di pallottole senza però eliminarla.

### Ultimate
Nell'universo Ultimate Marie Grant è una ex-agente di polizia condannata a 20 anni di prigione per violenza eccessiva contro i criminali; fatta rilasciare da Nick Fury a patto che si sottoponga a esperimenti genetici dello S.H.I.E.L.D. trasformandosi in una tigre antropomorfa e, in seguito, unendosi agli Ultimates della Costa Ovest.

### Bullet Points
Tigra è una degli eroi che partecipa alla battaglia contro Galactus per difendere la terra. Alla fine della storia piange per la morte di Peter Parker (Hulk) che si è sacrificato per salvare il pianeta.

## Altri media

### Televisione
- Tigra è una dei protagonisti della serie animata I Vendicatori; in tale versione, essa è un'ex-atleta che, spinta dall'eccessiva competitività, fa da cavia a un esperimento trovandosi mutata in una donna-gatto e, in cerca di riscatto per la sciocchezza compiuta, decide di sfruttare i poteri acquisiti per unirsi ai Vendicatori. Il personaggio manifesta inoltre più volte di soffrire di talassofobia, paura mai manifestata nei fumetti e che risulta ironica considerando che, in natura, le tigri sono capaci di nuotare.
- Nel 2022 una versione animata di Tigra compare nel film in tecnica mista Cip & Ciop Agenti Speciali rilasciato in sola esclusiva streaming su Disney+

### Videogiochi
- Tigra ha un cameo nell'ending di Occhio di Falco in Ultimate Marvel vs. Capcom 3.
- In Marvel Super Hero Squad Online Tigra è un personaggio giocabile.
- Tigra è un personaggio giocabile in Marvel: Avengers Alliance.
- Tigra appare come personaggio giocabile nel videogioco per smartphone Marvel: Sfida dei campioni.